# Українка (Галицинівська сільська громада)
Украї́нка — село в Україні, у Галицинівській сільській громаді Миколаївського району Миколаївської області. Населення становить 1170 осіб.

## Історія
Під час російсько-української війни збройні сили РФ заходили до села у березні 2022, але пізніше відійшли. Через постійні обстріли цивільні мешканці села були евакуйовані у травні 2022 року.

## Населення
Згідно з переписом УРСР 1989 року чисельність наявного населення села становила 1198 осіб, з яких 563 чоловіки та 635 жінок.
За переписом населення України 2001 року в селі мешкало 1169 осіб.

### Мова
Розподіл населення за рідною мовою за даними перепису 2001 року:
| Мова       | Відсоток |
| ---------- | -------- |
| українська | 92,39 %  |
| російська  | 6,84 %   |
| молдовська | 0,51 %   |
| румунська  | 0,09 %   |

## Відомі люди
Уродженцями села є
- А. П. Покотилов — Герой Соціалістичної Праці (1966).
- Трохимчук Євген Олександрович (1992—2014) — молодший лейтенант Збройних сил України, учасник російсько-української війни.